# Carrer dels Ciutadans
El Carrer Ciutadans és un carrer del municipi de Girona que en el seu conjunt forma part de l'Inventari del Patrimoni Arquitectònic de Catalunya.
És un carrer enclavat entre la plaça de l'Oli i la plaça del Vi. Aquesta via havia servit de camí reial de Barcelona cap a França és del temps en què hi havia els romans en què formava part de la Via Augusta. Cap al segle xiv el camí es va convertir en carrer quan va quedar inclòs dins les muralles medievals. Al segle xv el carrer va quedar totalment ocupat i ja estava configurat en forma semblant a l'actual. Posteriors reformes i reconstruccions, moltes durant el segle xix, han canviat la imatge originària. Són remarcables: La Fontana d'Or que és probablement la casa més antiga, del segle XII; els grans casals construïts entre els segles XVII-XVIII, com la Casa principal de Caramany; la casa Berenguer al núm. 11; la casa Desbac i Cartellà al núm. 16; la casa Solterra al núm. 18; i reconstruccions del segle XIX: casa de la Generalitat, al núm. 1; casa Massaguer al núm. 21; casa Delàs al núm. 14 i la casa Salieti núm 8, obra de R. Masó de l'any 1911.
Destaca un portal dovellat. Es tracta d'un portal d'accés a l'interior de l'edifici que presenta un arc de mig punt i grans dovelles de pedra de Girona. Ocupa la part central de la planta baixa de la façana de l'edifici del c/ Ciutadans núm. 15. És un element reaprofitat d'un edifici més antic situat al mateix indret. L'edifici actual és del segle xix, aprofitant estructures velles existents.

## Història
El primer nom que es coneix és el de carrer dels Cavallers, perquè molts dels cavallers que vivien en cases petites al carrer de la Força s'hi varen traslladar, principalment a la banda del carrer que mira a orient. En canvi els mercaders i artesans, sobretot ferrers, vivien a la banda de ponent. El carrer també va tenir els noms de la Ferreteria Nova, del Draper i finalment el de Ciutadans des de 1456, que ha perdurat fins ara. L'any 1361 aquest carrer arribava fins a la plaça del Vi per la part de ponent.